# Scarbroughia petila
Scarbroughia petila is een vliegensoort uit de familie van de roofvliegen (Asilidae). De wetenschappelijke naam van de soort werd in 1975 als Furcilla petila gepubliceerd door C.H. Martin.